# Francis Serpaggi
Ne doit pas être confondu avec Alain Serpaggi.
Francis Serpaggi est un pilote automobile français de rallyes, originaire de corse.

## Biographie
Il fait ses débuts dans l'épreuve-phare insulaire en 1969 (8e).
Il dispute à 12 reprises le Tour de Corse dans le cadre du WRC, de 1973 à 1990, obtenant une 5e place en 1973 dès sa première participation en mondial, sur Alpine-Renault A110 1800 (copilote Félix Mariani). Il remporte alors 4 épreuves spéciales, dont la toute première de la course devant Jean-Pierre Nicolas (crédité de 5 ES).
De 1991 à 1993, il devient le copilote de son fils Jean-Baptiste, terminant 10e en 1993.
Il pointe trois fois dans les quinze premiers du Monte-Carlo, en 1983 (9e - pilote), 1993 (10e - copilote), et 1979 (15e - pilote), en 4 participations.

## Palmarès en Championnat de France
- Critérium des Cévennes: 1978 (copilote Daniel Morelli, sur Lancia Stratos HF);